# Boğazköprü, Kocasinan
Boğazköprü là một xã thuộc quận Kocasinan, tỉnh Kayseri, Thổ Nhĩ Kỳ. Dân số thời điểm năm 2008 là 119 người.